# Секелаз
Секелаз (рум. Săcălaz) — село у повіті Тіміш в Румунії. Входить до складу комуни Секелаз.
Село розташоване на відстані 418 км на захід від Бухареста, 9 км на захід від Тімішоари.

## Населення
За даними перепису населення 2002 року у селі проживали 3758 осіб.
Національний склад населення села:
| Національність | Кількість осіб | Відсоток |
| -------------- | -------------- | -------- |
| румуни         | 3581           | 95,3%    |
| цигани         | 72             | 1,9%     |
| угорці         | 64             | 1,7%     |
| німці          | 26             | 0,7%     |
| серби          | 8              | 0,2%     |

Рідною мовою назвали:
| Мова      | Кількість осіб | Відсоток |
| --------- | -------------- | -------- |
| румунська | 3625           | 96,5%    |
| угорська  | 55             | 1,5%     |
| циганська | 39             | 1,0%     |
| німецька  | 28             | 0,7%     |
| сербська  | 6              | 0,2%     |